# 扫黑·决战
《扫黑·决战》，原名《扫黑·两面人》，是2021年5月1日在中国大陆上映的犯罪动作剧情片，导演吕聿来，主演姜武、张颂文、金世佳、李倩。

## 剧情
该片讲述了扫黑专案组组长宋一锐带领组员一起在魏河县侦破特大贪污腐败案件的故事。

## 演员
- 姜武 出演 宋一锐，扫黑专案组组长。
- 张颂文 出演 曹志远，魏河县县长，两面人。
- 金世佳 出演 孙志彪，曹志远同父异母弟弟，歌舞厅老板。
- 李倩 出演 林巧儿，曹志远情人。
- 赵毅 出演 刘立军，包工头。
- 王佳佳 出演 刘立军妻子
- 董博睿 出演 魏大勇。
- 焦刚 出演 老郑。
- 尤勇 出演 夏主任。
- 陈进 出演 齐飞宇。
- 刘琳 出演 齐的妻子。
- 白志迪 出演 曹志华，老革命，中华人民共和国建国后腐败堕落，控制了魏河县的官场生态。
- 王丽云 出演 罗母。
- 钱波 出演 罗大爷。
- 蒋雪鸣 出演 赵勇。
- 徐可珑 出演 方舟。
- 张康乐 出演 周全。
- 阿如那 出演 罗自立。
- 宗俊涛 出演 范俭。
- 涂圣成 出演 眼镜男。
- 王浩丞 出演 董秘书。
- 吴双 出演 杜鹃。
- 范诗然 出演 杨蕊。
- 张天舒 出演 陈组长。
- 王欣嘉 出演 王金佩。
- 贾凤柱 出演 赵天禄。
- 顾语涵 出演 曹晚晚。

## 制作
该片由中共中央政法委员会宣传教育局、中共中央政法委员会综治信息中心指导创作。黄志明（《左耳》、《嫌疑人X的现身》、《不能说的·秘密》）出任监制。张颂文（《风中有朵雨做的云》、《隐秘的角落》）出演男反派“双面人”县长。傅英彰（《煎饼侠》、《两只老虎》、《一切都好》）出任美术指导。
该片是在广东省惠州市取景。2020年8月3日，该片举办开机仪式，同年10月，该片杀青。情节设计参考了近年反腐败中的真实案例，如强征土地、群众投诉无门、包工头接不到薪水、黑社会横行逼良为娼、官员包养情人、官商勾结开发土地项目等。